# Marcillac
Marcillac (tiếng Occitan: Marcilhac) là một xã thuộc tỉnh Gironde trong vùng Nouvelle-Aquitaine tây nam nước Pháp.